# Gottfried von Hövel (Domherr)
Gottfried von Hövel (* im 13. Jahrhundert; † im 14. Jahrhundert) war Domherr in Münster und bischöflicher Offizial.

## Leben
Gottfried von Hövel entstammte dem westfälischen Adelsgeschlecht von Hövel und war der Sohn des Hermann von Hövel und dessen Gemahlin Otburgis. Die Eheleute verzichteten am 12. Januar 1293 zusammen mit ihren Erben, den Kindern Johannes, Lambertus, Gottfried, Christina, Gisla und Ermegardis, zugunsten des Klosters Cappenberg auf ein Haus. Gottfried studierte in Bologna Rechtswissenschaften und erhielt 1297 eine Dompräbende als Domherr in Münster.
Als bischöflicher Offizial wurde er vom Domkapitel zur Führung des Prozesses gegen Bischof Otto von Rietberg beauftragt. Am 18. Juni 1306 überreichte er den vom Kölner Erzbischof Heinrich von Virneburg eingesetzten Richtern die Klageschrift. Gottfried übte das Amt des Offizials bis 1322 aus.
Er war auch im Besitze des Archidiakonats Lünen.